# Casével e Vaqueiros
Casével e Vaqueiros (llamada oficialmente União das Freguesias de Casével e Vaqueiros) es una freguesia portuguesa del municipio y distrito de Santarém.

## Historia
Fue creada el 28 de enero de 2013 en aplicación de una resolución de la Asamblea de la República de Portugal promulgada el 16 de enero de 2013 con la unión de las freguesias de Casével y Santarém, pasando su sede a estar situada en la antigua freguesia de Casével.

## Demografía
| Gráfica de evolución demográfica de Casével e Vaqueiros entre 2011 y 2021 |
|                                                                           |
| Datos según el nomenclátor publicado por el INE portugués.                |